# Eleuthereus

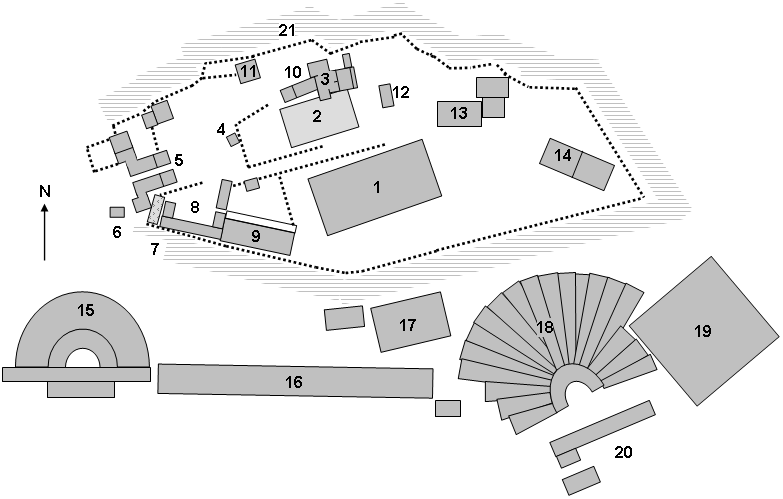
Plattegrond van de Akropolis van Athene, met (o.a.) het theater van Dionysos Eleuthereus

Eleuthereus was in de Griekse mythologie een bijnaam van Dionysus. Het betekent zoveel als de Verlosser. De naam kan afgeleid zijn van Eleuther, maar ook van het Boeotische stadje Eleutherae.
De bijnaam Eleuthereus komt bij sommige schrijvers ook voor als een bijnaam van Zeus.